# Liste des monuments historiques de Bar-le-Duc
Ce tableau présente la liste de tous les monuments historiques classés ou inscrits dans la ville de Bar-le-Duc, Meuse, en France.

## Liste
| Monument                        | Adresse                              | Coordonnées                      | Notice         | Protection     | Date      | Illustration                    |
| ------------------------------- | ------------------------------------ | -------------------------------- | -------------- | -------------- | --------- | ------------------------------- |
| Château des ducs de Bar         | 6 rue François-de-Guise              | 48° 46′ 18″ nord, 5° 09′ 22″ est | « PA00106461 » | Inscrit        | 1981      | Château des ducs de Bar         |
| Château de Marbeaumont          | 74 rue Saint-Mihiel                  | 48° 46′ 26″ nord, 5° 10′ 18″ est | « PA00106462 » | Inscrit        | 1980      | Château de Marbeaumont          |
| Collège Gilles de Trèves        | Rue Gilles-de-Trèves                 | 48° 46′ 22″ nord, 5° 09′ 19″ est | « PA00106463 » | Classé         | 1992      | Collège Gilles de Trèves        |
| Église Notre-Dame               | Rue Jeanne-d'Arc                     | 48° 46′ 35″ nord, 5° 09′ 44″ est | « PA00106464 » | Classé         | 1981      | Église Notre-Dame               |
| Église Saint-Antoine            | Rue Jean-Jacques-Rousseau            | 48° 46′ 23″ nord, 5° 09′ 34″ est | « PA00106465 » | Classé         | 1989      | Église Saint-Antoine            |
| Église Saint-Étienne            | Place Saint-Pierre                   | 48° 46′ 06″ nord, 5° 09′ 34″ est | « PA00106466 » | Classé         | 1889      | Église Saint-Étienne            |
| Fontaine                        | Place de la Fontaine                 | 48° 46′ 13″ nord, 5° 09′ 30″ est | « PA00106467 » | Inscrit        | 1930      | Fontaine                        |
| Hôtel de la Bessière            | 47 rue des Ducs-de-Bar               | 48° 46′ 08″ nord, 5° 09′ 30″ est | « PA00106476 » | Classé         | 1993      | Hôtel de la Bessière            |
| Hôtel de l'Escale               | 41 rue des Ducs-de-Bar               | 48° 46′ 09″ nord, 5° 09′ 30″ est | « PA00106475 » | Classé         | 1992      | Hôtel de l'Escale               |
| Hôtel de Florainville           | 21 place Saint-Pierre                | 48° 46′ 07″ nord, 5° 09′ 32″ est | « PA00106468 » | Inscrit Classé | 1988 1992 | Hôtel de Florainville           |
| Hôtel de Marne                  | 46 rue du Bourg                      | 48° 46′ 25″ nord, 5° 09′ 25″ est | « PA00106471 » | Inscrit Classé | 1988 1992 | Hôtel de Marne                  |
| Hôtel particulier               | 16 rue du Tribel 27bis rue de Polval | 48° 46′ 05″ nord, 5° 09′ 38″ est | « PA55000034 » | Inscrit        | 2003      | Hôtel particulier               |
| Hôtel de préfecture de la Meuse | 40, 42 rue du Bourg                  | 48° 46′ 26″ nord, 5° 09′ 29″ est | « PA00106491 » | Classé         | 1992      | Hôtel de préfecture de la Meuse |
| Hôtel de Radouan                | 67 rue des Ducs-de-Bar               | 48° 46′ 06″ nord, 5° 09′ 30″ est | « PA00106469 » | Inscrit        | 1988      | Hôtel de Radouan                |
| Hôtel de Salm                   | 38 rue du Tribel                     | 48° 46′ 02″ nord, 5° 09′ 33″ est | « PA00106484 » | Inscrit        | 1988      | Hôtel de Salm                   |
| Immeuble                        | 51 rue du Bourg 34 rue du Coq        | 48° 46′ 27″ nord, 5° 09′ 27″ est | « PA00106486 » | Inscrit        | 1992      | Immeuble                        |
| Immeuble                        | 10, 12 place de la Couronne          | 48° 46′ 24″ nord, 5° 09′ 19″ est | « PA00106472 » | Inscrit        | 1988      | Immeuble                        |
| Immeuble                        | 29 rue des Ducs-de-Bar               | 48° 46′ 09″ nord, 5° 09′ 30″ est | « PA00106473 » | Inscrit        | 1988      | Immeuble                        |
| Immeuble                        | 55 rue des Ducs-de-Bar               | 48° 46′ 07″ nord, 5° 09′ 30″ est | « PA00106477 » | Classé         | 1992      | Immeuble                        |
| Immeuble                        | 7 place de la Fontaine               | 48° 46′ 14″ nord, 5° 09′ 31″ est | « PA00106478 » | Classé         | 1993      | Immeuble                        |
| Immeuble                        | 22 rue Jean-Jacques-Rousseau         | 48° 46′ 21″ nord, 5° 09′ 32″ est | « PA00106481 » | Classé         | 1992      | Immeuble                        |
| Immeuble                        | 4 place Saint-Pierre                 | 48° 46′ 10″ nord, 5° 09′ 33″ est | « PA00106487 » | Classé         | 1992      | Immeuble                        |
| Immeuble                        | 8 place Saint-Pierre                 | 48° 46′ 10″ nord, 5° 09′ 33″ est | « PA00106488 » | Classé         | 1992      | Immeuble                        |
| Immeuble                        | 10 place Saint-Pierre                | 48° 46′ 10″ nord, 5° 09′ 33″ est | « PA00106482 » | Inscrit        | 1988      | Immeuble                        |
| Immeuble                        | 14 place Saint-Pierre                | 48° 46′ 09″ nord, 5° 09′ 33″ est | « PA00106489 » | Classé         | 1992      | Immeuble                        |
| Immeuble                        | 25 place Saint-Pierre                | 48° 46′ 07″ nord, 5° 09′ 32″ est | « PA00106483 » | Classé         | 1992      | Immeuble                        |
| Immeuble                        | 29 place Saint-Pierre                | 48° 46′ 06″ nord, 5° 09′ 33″ est | « PA00106490 » | Classé         | 1992      | Immeuble                        |
| Maison                          | 15 rue André-Maginot                 | 48° 46′ 28″ nord, 5° 09′ 36″ est | « PA55000019 » | Inscrit        | 1999      | Maison                          |
| Maison                          | 49 rue du Bourg                      | 48° 46′ 27″ nord, 5° 09′ 27″ est | « PA00106485 » | Classé Inscrit | 1994 1996 | Maison                          |
| Maison                          | 3-3 bis place de la Halle            | 48° 46′ 10″ nord, 5° 09′ 31″ est | « PA00106479 » | Classé         | 1993      | Maison                          |
| Maison des deux Barbeaux        | 26 rue du Bourg                      | 48° 46′ 27″ nord, 5° 09′ 31″ est | « PA00106470 » | Classé         | 1993      | Maison des deux Barbeaux        |
| Maison de la Gabbe              | 37 rue des Ducs-de-Bar               | 48° 46′ 09″ nord, 5° 09′ 30″ est | « PA00106474 » | Classé         | 1993      | Maison de la Gabbe              |
| Maison Morel                    | 12 place de la Halle                 | 48° 46′ 11″ nord, 5° 09′ 33″ est | « PA00106480 » | Inscrit        | 1988      | Maison Morel                    |
| Synagogue de Bar-le-Duc         | 16 quai Sadi Carnot                  | 48° 46′ 25″ nord, 5° 09′ 50″ est | « PA55000041 » | Inscrit        | 2013      | Synagogue de Bar-le-Duc         |
| Tour Heyblot                    | 45 rue des Ducs-de-Bar               | 48° 46′ 08″ nord, 5° 09′ 28″ est | « PA00106492 » | Classé         | 1930      | Tour Heyblot                    |
| Tour de l'Horloge               | Place de la Tour                     | 48° 46′ 16″ nord, 5° 09′ 29″ est | « PA00106493 » | Classé         | 1941      | Tour de l'Horloge               |